# Giovanni Binaghi
Giovanni Binaghi (Gallarate, 7 febbraio 1934) è un politico italiano.